# Mexico (Pampanga)
Mexico è una municipalità di prima classe delle Filippine, situata nella Provincia di Pampanga, nella regione di Luzon Centrale.
Mexico è formata da 43 baranggay:
- Acli
- Anao
- Balas
- Buenavista
- Camuning
- Cawayan
- Concepcion
- Culubasa
- Divisoria
- Dolores (Piring)
- Eden
- Gandus
- Lagundi
- Laput
- Laug
- Masamat
- Masangsang
- Nueva Victoria
- Pandacaqui
- Pangatlan
- Panipuan
- Parian (Pob.)

- Sabanilla
- San Antonio
- San Carlos
- San Jose Malino
- San Jose Matulid
- San Juan
- San Lorenzo
- San Miguel
- San Nicolas
- San Pablo
- San Patricio
- San Rafael
- San Roque
- San Vicente
- Santa Cruz
- Santa Maria
- Santo Domingo
- Santo Rosario
- Sapang Maisac
- Suclaban
- Tangle (Tanglay)